# Ochoz (district de Prostějov)
Ochoz (en allemand : Ochos) est une commune du district de Prostějov, dans la région d'Olomouc, en République tchèque. Sa population s'élevait à 200 habitants en 2023.

## Géographie
Ochoz se trouve à 3 km au nord-est du centre de Konice, à 20 km au nord-ouest de Prostějov, à 25 km à l'ouest d'Olomouc et à 186 km à l'est-sud-est de Prague.
La commune est limitée par Hvozd au nord, par Rakůvka et Raková u Konice à l'est, par Budětsko au sud, et par Konice et Březsko à l'ouest.

## Histoire
La première mention écrite de la localité date de 1351.

## Galerie

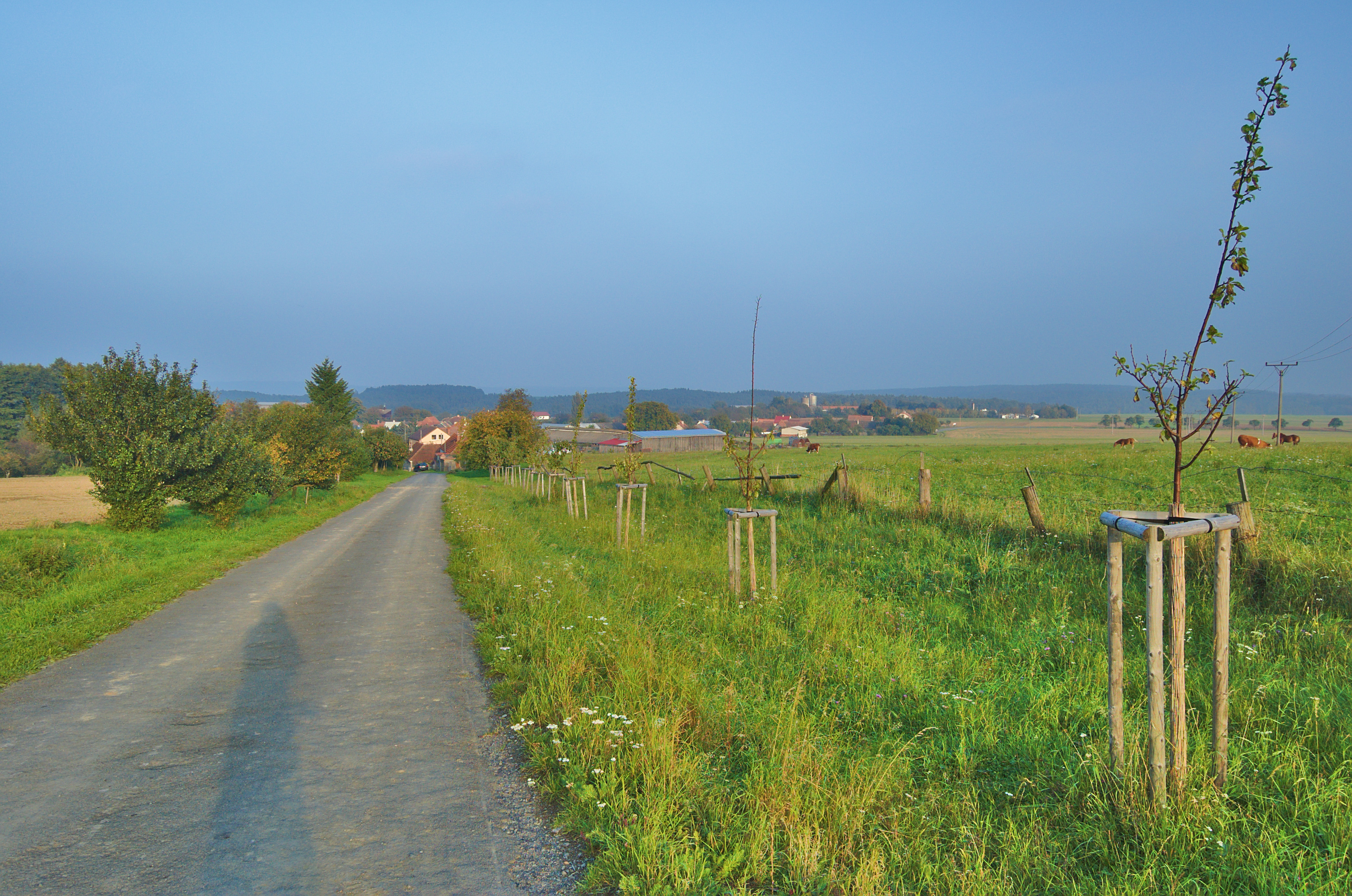
Vue du village depuis l'ouest.
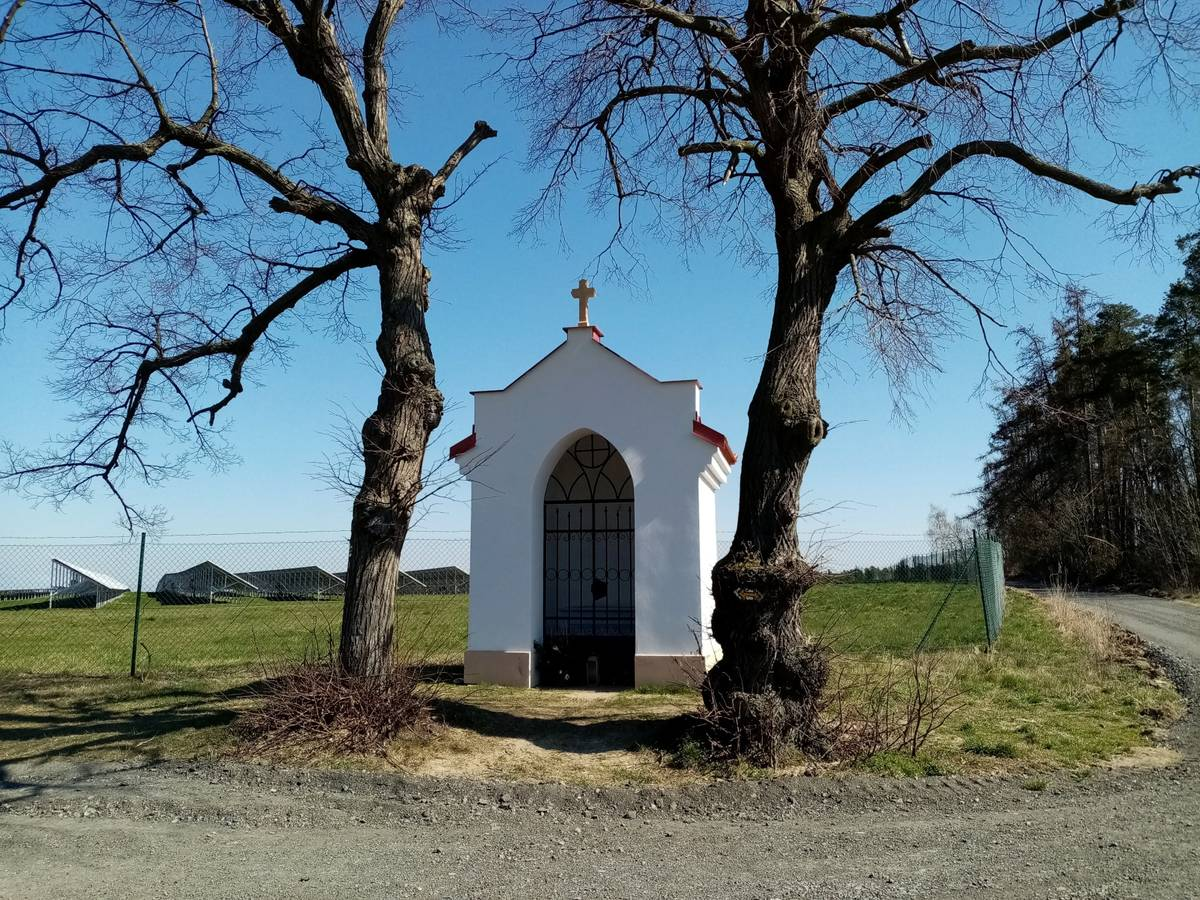
Chapelle à Ochoz.

## Transports
Par la route, Ochoz se trouve à 3,5 km de Konice, à 24 km de Prostějov, à 29,5 km d'Olomouc et à 237 km de Prague.